# Stibeutes pilosus
Stibeutes pilosus är en stekelart som beskrevs av Horstmann 1993. Stibeutes pilosus ingår i släktet Stibeutes och familjen brokparasitsteklar. Inga underarter finns listade i Catalogue of Life.